# Herb Gdyni
Herb Miasta Gdynia – jeden z symboli miejskich Gdyni.

## Wygląd i symbolika
Herb przedstawia w polu czerwonym dwie odwrócone względem siebie ryby barwy złotej, na tle miecza (z wyglądem szczerbca) barwy srebrnej rękojeścią w górę. Wizerunek miecza bez ukazania sztychu. Górna ryba jest zwrócona na zachód, dolna na wschód.
Miecz na czerwonym polu nawiązuje do proporca Marynarki Wojennej i wyraża odwagę mieszkańców Gdyni w obronie polskiego morza. Dwie ryby nawiązują do portowego i handlowego charakteru miasta oraz jego korzeni – rybackiej wsi.

## Historia

### Okres międzywojenny XX w.
Nowo założone miasto nie miało herbu, więc ogłoszono konkurs. 15 czerwca 1927 odbyło się posiedzenie sądu konkursowego, który miał za zadanie wybrać herb spośród przedstawionych projektów. Na konkurs nadesłano 199 prac, ale nie wybrano jakiejkolwiek z powodu niespełnienia wymagań technicznych.
Drugi konkurs na herb rada miejska Gdyni zainicjowała na początku 1935 roku. W warunkach konkursowych wskazano, że herb ma odpowiadać zasadniczym wymaganiom heraldyki oraz symbolizować związek Polski z morzem. Nie powołano sądu konkursowego, rada miasta postanowiła, że sama wybierze zwycięski projekt. Wyniki konkursu ogłoszono 22 czerwca 1936, wygrał go architekt inż. Jan Bochniak. Wyróżniony projekt przedstawiał koronę i dwa orły legionowe w czerwonym polu, położone pionowo jeden pod drugim. Po bokach biegły dwa prostopadłe wężyki generalskie. Orły na tarczach miały kotwice na tle poziomych fal symbolizujących morze.
Wynik ten oprotestował dziennikarz Mikołaj Arciszewski, dowodząc, że podobny projekt przedstawił na łamach tygodnika „Torpeda”, który wydawał w Gdyni. Arciszewski proponował na błękitnym polu koronę piastowską i dwa białe orły państwowe, również jeden pod drugim, co było podkreśleniem historycznej i gospodarczej wspólnoty z Gdańskiem, drugim portem Rzeczypospolitej.
Po prasowej polemice, w której, oprócz możliwości plagiatu, wskazywano też, że w herbie brak motywów marynarskich i rybackich, stanowiących o tożsamości Gdyni, projekt laureata został zmieniony. Usunięto orły legionowe, wężyki generalskie i czerwone tło. Rada Miejska zatwierdziła dwa białe orły państwowe, pod koroną na błękitnym polu, nie odpowiadając na propozycję, aby w herbie znalazły się ryby.
Procedurę zatwierdzania herbu przez Ministerstwo Spraw Wewnętrznych przerwała wojna.

### Okupacja niemiecka 1939–1945

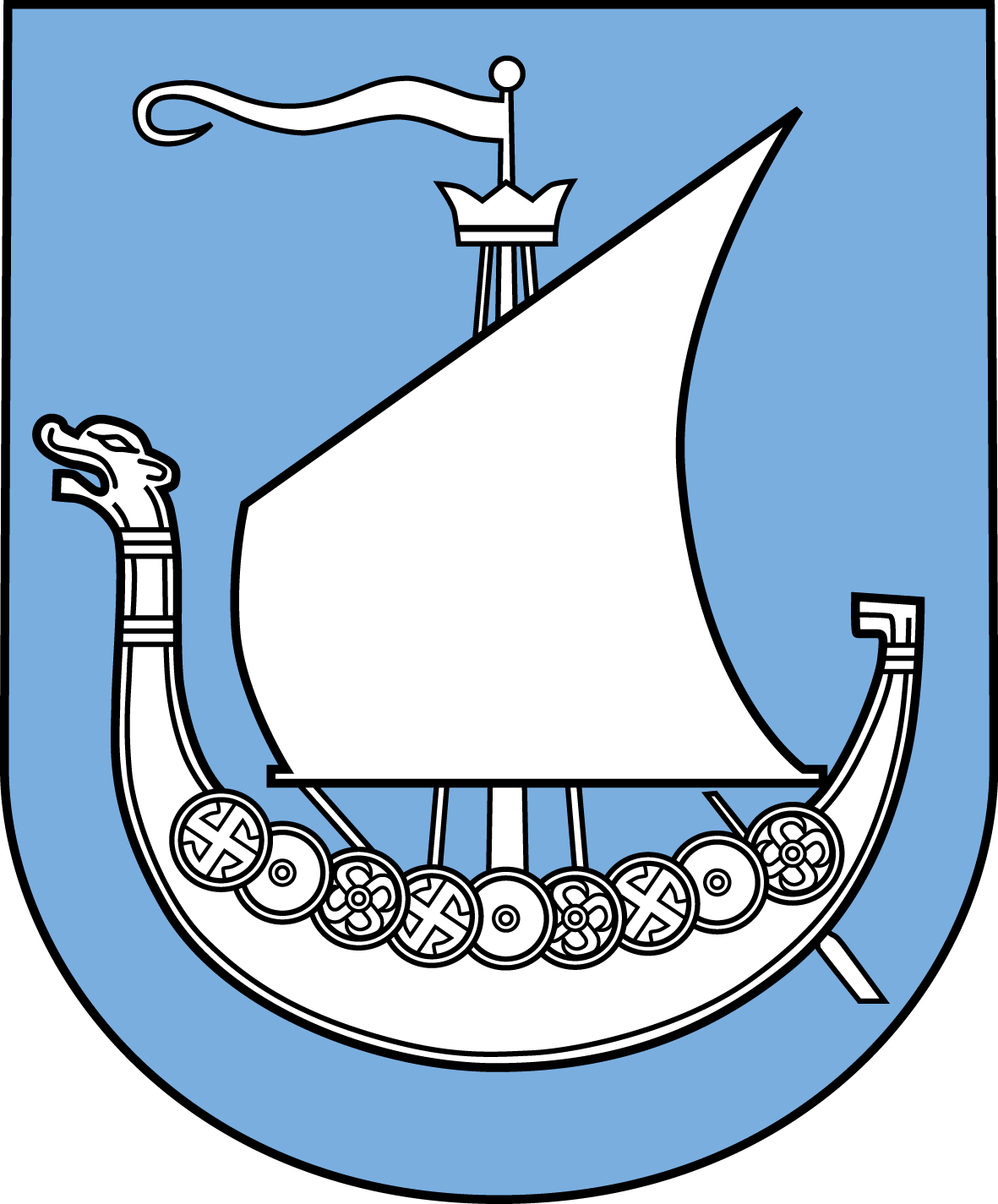
Herb Gotenhafen w czasie niemieckiej okupacji 1939-45

De facto pierwszy herb Gdyni nadali Niemcy. Miastu, którego nazwę zmienili na Gotenhafen. Od 26 czerwca 1942 do końca II wojny światowej herbem był umieszczony na niebieskim tle, artystycznie przedstawiony srebrny drakkar Gotów. Z żaglem wypełnionym wiatrem, wiosłem przy rufie, bocianim gniazdem przyozdobionym proporcem. Na nadburciu tarcze ze swastykami. Dziób zakończony taranem w kształcie głowy smoka. Symbolizował rzekomą odwieczną niemiecką rdzenność Gdyni, na której teren przybyli Goci w starożytności. Autorem był Otto von Schichko. Po wojnie żaden akt prawny nie anulował tego herbu, by podkreślić że decyzja o jego zaprowadzeniu była nielegalna.

### Okres po 1945
22 czerwca 1946 w otwartym konkursie wybrany został projekt autorstwa, nieznanego wówczas szerzej, Leona Staniszewskiego przedstawiający stylizowane dwa złote dorsze przebite mieczem na czerwonym polu. II nagrodę zdobył Adam Siemaszko, znany już wówczas grafik, który umieścił w swoim projekcie orła z ogonem w kształcie kotwicy oraz inny znany grafik Tadeusz Gronowski. Startujący w konkursie projektanci umieszczali w herbie m.in. kotwice, żagle „Daru Pomorza”, bandery Marynarki Wojennej i Handlowej, Krzyż Grunwaldu (odznaczenie Gdyni z 1947 roku), czy kosy (symbole Kosynierów gdyńskich).

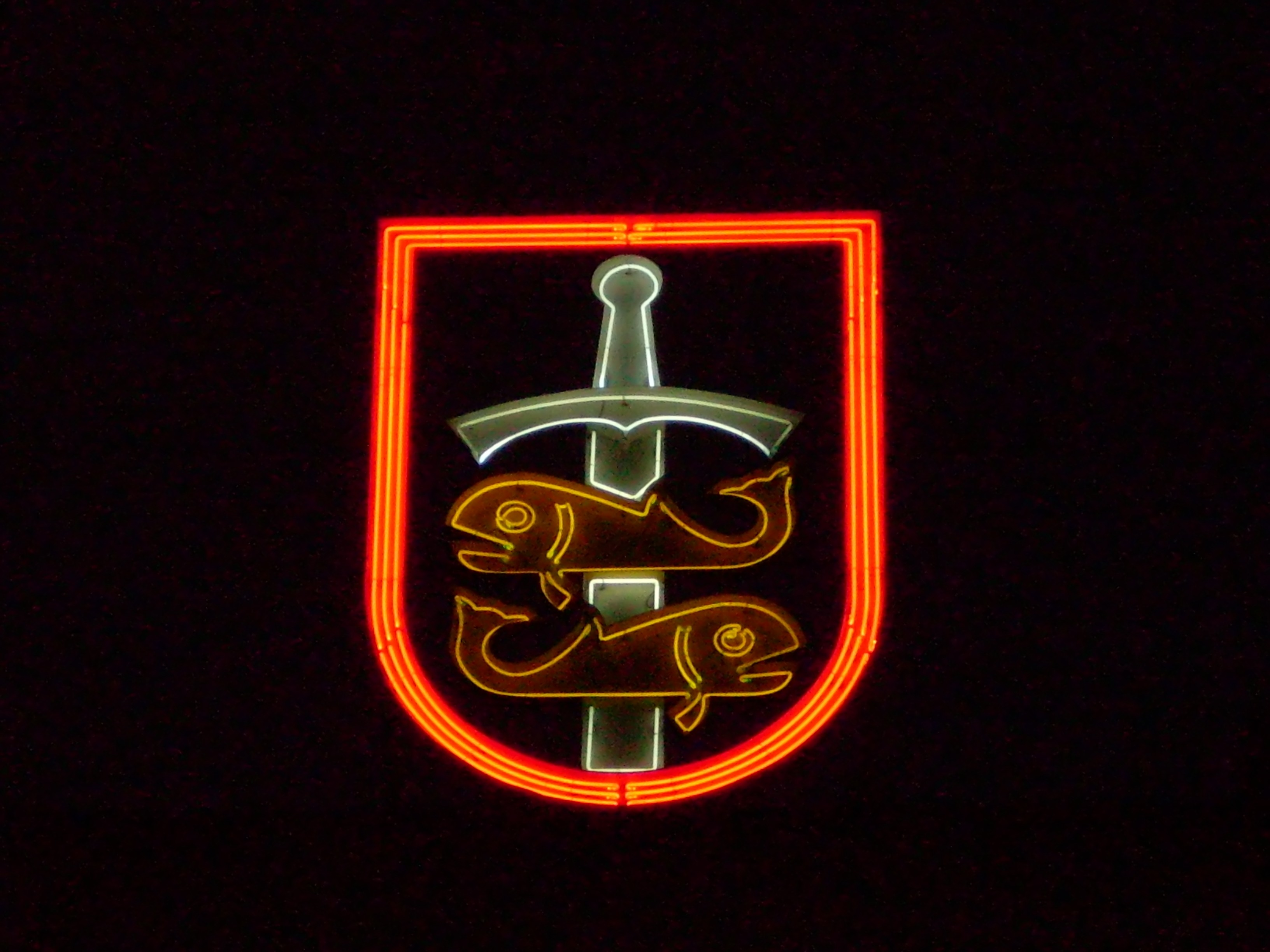
Lampa neonowa z herbem Gdyni. Dach ratusza.

Konkurs nie kończył jednak drogi herbu. Projekt Staniszewskiego miał być zgodnie z przepisami przesłany do ówczesnego Ministerstwa Kultury i Sztuki i Administracji Publicznej do oficjalnego zatwierdzenia. Powstały jednak dwa problemy. Po pierwsze władze Gdyni od razu zleciły wprowadzenie nowego herbu w życie m.in. przez zlecenie namalowania go na wszystkich budynkach i nieruchomościach miejskich. Po drugie w listopadzie 1947 roku, Ministerstwo Administracji Publicznej, na podstawie opinii Ministerstwa Kultury i Sztuki, nakazało wycofanie tego herbu i rozpisanie nowego konkursu. Władysław Lam, wykładowca w  Państwowej Wyższej Szkole Sztuk Pięknych w Sopocie i na Politechnice Gdańskiej, ogłosił w prasie, że powodem decyzji ministerstw były samowolne zmiany, jakich dokonali miejscy urzędnicy w projekcie Staniszewskiego. Chodziło o zmianę korygującą rysunek ryb, która została wprowadzona na wniosek jednego z gdyńskich plastyków, a która miała być zbyt daleko idącą zmianą kompozycji w stosunku do zwycięskiego projektu. W tej sytuacji do ministerstwa powtórnie przedłożono projekt w jego nagrodzonej formie.
Miejska Rada Narodowa zatwierdziła herb 12 grudnia 1979 roku. Jedyną poważniejszą zmianą były zamknięte pyszczki ryb. Niektóre źródła podają błędny obraz herbu – błękitne tło i złota rękojeść miecza.

#### Użycie na fladze

Flaga Gdyni. Herb miasta znajduje się na białym polu.

20 kwietnia 1994 uchwałą Rady Miasta ustanowiono flagę Gdyni. Widoczny jest na niej herb owego miasta. 